# Bodo Abel

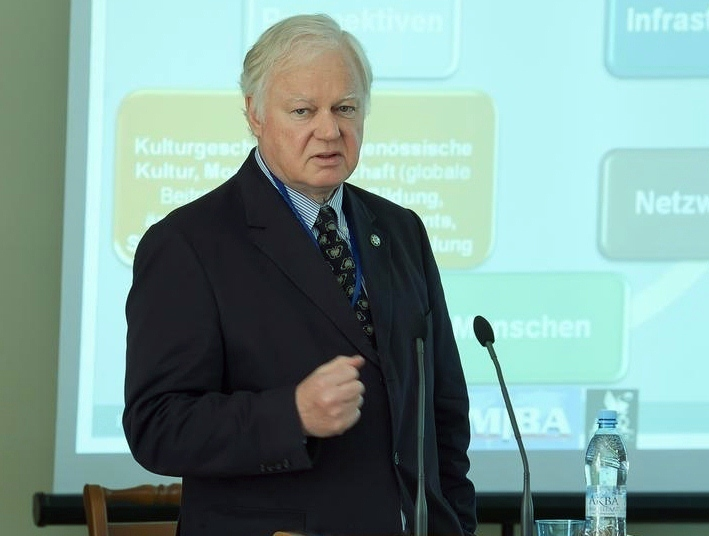
Bodo Abel (2012)

Bodo Abel (* 18. Januar 1948 in Witzenhausen) ist ein deutscher Wirtschaftswissenschaftler. Er war bis 2013 Professor für Betriebswirtschaftslehre, insbesondere Internationales Marketing, an der Universität Hamburg und Programmdirektor des internationalen Masterprogramms „MiBA – Master of International Business Administration“ an der Universität Hamburg und war dies bis Ende 2014 auch an der Staatlichen Universität für Wirtschaft und Finanzen (FINEC) in Sankt Petersburg, Russland. Lehr- und Forschungsgebiete sind neben „Internationalem Marketing“ auch „Internationales Medienmanagement“, „Internationale Wirtschaftsethik“, „International Corporate Social Responsibility“ und die Wissenschaftstheorie.

## Leben
Bodo Abel ging in Hann. Münden und Bremen zur Schule und studierte ab 1968 an der Universität Mannheim Betriebswirtschaftslehre. Während des Studiums kam er mit Hans Raffée und Hans Albert in Kontakt und begeisterte sich neben der Betriebswirtschaftslehre für die Wissenschaftstheorie und den Kritischen Rationalismus. Er schloss das Studium 1973 als Diplom-Kaufmann ab, wurde wissenschaftlicher Mitarbeiter am Lehrstuhl für Allgemeine Betriebswirtschaftslehre und Absatzwirtschaft (später Marketing) bei Hans Raffée. Er schloss 1981 erfolgreich  seine Promotion zum Thema „Grundlagen der Erklärung in der Betriebswirtschaftslehre“  bei Hans Raffée und Hans Albert ab. Die Dissertation wurde 1983 in modifizierter Form unter dem Titel „Grundlagen der Erklärung menschlichen Handelns“ in der Reihe „Die Einheit der Gesellschaftswissenschaften“ veröffentlicht, Verlag J. C. B. Mohr (Paul Siebeck).
Nach der Promotion wechselte Bodo Abel in das Verlagsmanagement. Er war 1982 bis 1993 in verschiedenen Marketing-Management-Funktionen für das Verlagshaus Gruner + Jahr tätig. Zudem war er von 1986 bis 1994 Lehrbeauftragter für „Medienmarketing“ an der Universität Hannover, Abteilung Markt und Konsum, Ursula Hansen.
1994 erhielt Abel den Ruf an die Fachhochschule Hamburg und war dort ein Jahr Professor für Marketing. 1995 folgte er dem Ruf an die HWP – Hamburger Universität für Wirtschaft und Politik in Hamburg, die 2005 mit der Universität Hamburg vereint wurde. Er ist dort seit 1995 als Universitätsprofessor tätig. Seit 1998 leitet er das internationale Masterprogramm „Master of International Business Administration (MiBA)“. Dieses Programm wurde 2005 unter seiner Führung nach Russland exportiert und parallel zur Universität Hamburg auch an der Staatlichen Universität für Wirtschaft und Finanzen (FINEC, heute UNECON) in Sankt Petersburg angeboten. Nach Bodo Abels Emeritierung 2013 wurde der Studiengang in St. Petersburg in einer Kooperation der FINEC mit der TU Braunschweig in modifizierter Form als MIBA/ToM weitergeführt. Bodo Abel lehrte dort weiterhin bis Februar 2022. Mit Russlands Beginn des Krieges gegen die Ukraine beendete er seine Tätigkeit und das gemeinsame Programm wurde eingestellt.
Als Hochschullehrer hat Bodo Abel international an mehreren Universitäten Vorlesungen und Seminare angeboten darunter zu den Themen Medienmarketing (an der Universität Hannover, der Universität Hamburg und der Staatlichen Universität für Wirtschaft und Finanzen, UNECON, in Sankt Petersburg, Russland), International Marketing (Universität Hamburg, UNECON in Sankt Petersburg, Russland, East China University of Science and Technology (ECUST), Shanghai, Nanjing University, Nanjing, China), Internationale Wirtschaftsethik und Corporate Social Responsibility (Universität Hamburg und UNECON in Sankt Petersburg, Russland, ECUST, Shanghai) und International-Case-Study-Seminare mit aktuellen Fällen aus der internationalen Managementpraxis, die von Studententeams mehrerer Universitäten zusammen gelöst werden mussten (beteiligt waren MiBA-Studenten der Universität Hamburg und der TU Braunschweig, der UNECON  in Sankt Petersburg und der ECUST, Shanghai).

## Wissenschaftliche Studien

### Wissenschaftstheorie
In der Wissenschaftstheorie hat er vor allem auf der Basis des Kritischen Rationalismus Stellung bezogen zu den Fragen einer adäquaten Erklärung menschlichen Handelns; zum „Erlanger-Modell“ des Konstruktivismus, das in der Betriebswirtschaftslehre vor allem von Horst Steinmann und seinen Schülern vertreten wurde; das geeignete Forschungsprogramm in der Betriebswirtschaftslehre zur Erklärung und Gestaltung des Handelns im Management; und der Ethik und Wertfreiheit in der Wissenschaft.
Die Erklärung menschlichen Handelns ist nach Abels Auffassung auf der Basis des naturwissenschaftlichen deduktiv-nomologischen Erklärungsmodells nicht nur möglich, sondern auch sinnvoll. Diese Frage hat er ausführlich in einer differenzierten Auseinandersetzung mit dem Erklärungsansatz der Konstruktivisten der Erlanger-Schule in seinem Buch „Grundlagen der Erklärung menschlichen Handelns“ behandelt.
Als forschungsprogrammatisches Kernelement der Betriebswirtschaftslehre sieht Bodo Abel für die Betriebswirtschaftslehre ein „Theoretisches Denken in Modellen“ auf der Basis verhaltenswirtschaftlicher Theorien als adäquat an. Diese theoretischen Modelle beinhalten nomologische Hypothesen, vor allem aus den (insbesondere kognitiven) Verhaltenstheorien sowie Aussagen über betriebswirtschaftliche Anwendungsbedingungen. Die Betriebswirtschaftslehre ist in ihrer Erklärungs- und Gestaltungsfunktion im Wesentlichen eine angewandte Wissenschaft, in der vor allem Hypothesen der Verhaltenstheorien auf besondere betriebswirtschaftliche Konstellationen angewandt werden. Karl R. Popper spricht in ähnlichem Zusammenhang treffend von „Erklärungen von Ereignistypen“ und Friedrich August von Hayek von „Erklärungen im Prinzip“.
In der Frage der Wertfreiheit hat Bodo Abel seine Auffassung im Laufe der Zeit etwas modifiziert: Er war immer der Auffassung, dass die Wissenschaft einen nachhaltigen Beitrag zur normativen Diskussion und Gestaltung der Wirklichkeit leisten soll, und dass hierbei wertfreie wissenschaftliche Aussagen eine zentrale Rolle spielen. Dieser Auffassung ist er immer noch. Er ist in seinen frühen Publikationen zum Wertfreiheitsprinzip dafür eingetreten, dass die Wissenschaft sich auf wertfreie Sachausgaben beschränken soll. Er war der Auffassung, dass für normative Aussagen in der Wissenschaft keine methodisch-rationale Basis geschaffen werden kann, und die Wissenschaft insofern strikt dem Wertfreiheitsprinzip Max Webers folgen und keine normativen Aussagen abgeben kann und soll. In diesem Punkt hat sich seine Auffassung geändert. Bodo Abel geht heute davon aus, dass auch für normative Aussagen eine akzeptable wissenschaftliche Methodenbasis geschaffen werden kann, und zwar ohne dass man von den Grundideen des Kritischen Rationalismus abrücken muss. Vielmehr hält er es geradezu für notwendig, wie bei der Diskussion wertfreier empirischer Aussagen, von der Grundannahme des Kritischen Rationalismus auszugehen.
Auch für die wissenschaftliche Diskussion von Werturteilen gilt, dass es keine objektive Gewissheit gibt und jede Sicherheit von Menschen selbst produziert ist. Daher ist die methodische Idee der systematischen begründungsfreien Kritik nicht nur für empirische Sachaussagen, sondern auch für normative Aussagen dem Streben nach einem sicheren Fundament vorzuziehen. Beide Aussagenarten müssen sich einem anderen Überprüfungsprinzip unterwerfen. Die Sachaussagen werden auf ihre Wahrheit hin überprüft, das heißt auf die Korrespondenz zwischen dem in den Aussagen Gemeinten und der Wirklichkeit. Normative Aussagen werden hingegen auf ihre Vernünftigkeit hin überprüft, das heißt darauf, welcher Beitrag durch sie zum Wohle aller empfindungsfähigen, betroffenen Wesen geleistet werden kann. In der wissenschaftlichen Diskussion und Rechtfertigung von Normen spielen empirische Sachaussagen eine wichtige Rolle, und sie müssen genutzt werden.
Da keine logischen Schlüsse von empirischen Sachaussagen auf Normen möglich sind, benötigt man in der wissenschaftlichen Diskussion von Normen sogenannte Brückenprinzipien, die eine doppelte Funktion haben: Sie sind einerseits methodisch-rationale  Prinzipien der Normenbeurteilung und andererseits Hinweise darauf, welche Beiträge empirische Erkenntnisse zur Normenbeurteilung leisten können. Als Brückenprinzipien nennt Bodo Abel das (von Hans Albert übernommene) „Kongruenz-Postulat“, das besagt, dass nur einer Beurteilung zugeführt werden sollte bzw. in der Überprüfung von Normen genutzt werden sollte, was der Erkenntnis grundsätzlich zugänglich ist (also z. B. kein Rekurs auf Gott). Als zweites Brückenprinzip kann das bekannte „Praktikabilitätsprinzip“ genutzt werden, das schlicht besagt „Sollen impliziert Können“, das heißt, es darf nur das gefordert werden, was grundsätzlich empirisch herstellbar ist. Als weiteres Brückenprinzip wählt Bodo Abel das „Verknüpfungsprinzip“, hinter dem die Forderung nach einer Ausschöpfung des ethischen Gehalts der beurteilten Sachverhalte und Normen steht, wobei unter „ethischem Gehalt“ alle von dieser Konstellation in ihrem Glück (Nutzengewinne) oder Leid (Nutzeneinbußen) Betroffenen gemeint sind. Schließlich kann als weiteres Brückenprinzip das „Prinzip der komparativen Beurteilung“ im Lichte von Alternativen definiert werden.
| Kernelemente einer wissenschaftlichen Behandlung von empirischen Sachaussagen und Normen |                                                                                   |                                                                                      |
|                                                                                          | Empirische Wissenschaften                                                         | Normative Wissenschaften                                                             |
| Funktionen                                                                               | Menschen helfen, Wirklichkeit zu verstehen und zielgerichtet zu gestalten         | Menschen helfen, Wirklichkeit zu bewerten und vernünftig zu gestalten                |
| Ziele                                                                                    | Darstellung der Wirklichkeit Offenlegen: Strukturen (Transzendenz)                | Beurteilung und Verbesserung der Wirklichkeit                                        |
| Bereiche                                                                                 | Was der Erkenntnis zugänglich ist                                                 | Betroffene                                                                           |
| Überprüfungs- prinzip                                                                    | Wahrheit (Korrespondenz) wahr / falsch                                            | Vernünftigkeit gut / schlecht (Glück, Leid)                                          |
| Grundlegende methodische Annahme                                                         | Statt objektive Gewissheit → Fallibilismus → Jede Annahme könnte falsch sein.     | Statt objektive Gewissheit → Fallibilismus → Jede Lösung könnte die zweitbeste sein. |
| Grundlegender methodischer Ansatz                                                        | Statt Rekurs auf ein Dogma bzw. Fundament → systematische Kritik                  | Statt Rekurs auf ein Dogma bzw. Fundament → systematische Kritik                     |
| Beziehung Normen und empirische Aussagen                                                 | Kritischer Dualismus mit Brückenprinzipien (statt Parallelismus oder Vermischung) | Kritischer Dualismus mit Brückenprinzipien (statt Parallelismus oder Vermischung)    |

### Marketing
In Publikationen über Marketing hat Bodo Abel sich mit Themen der Marketingethik und des Branding beschäftigt. Marketinglehre hat er ebenso wie Management- bzw. Betriebswirtschaftslehre nicht nur auf erwerbswirtschaftliche Unternehmen beschränkt betrachtet, sondern immer weit definiert. Marketing schließt hierbei auch Socio-Marketing im Sinne eines Marketings für soziale und gesellschaftliche Aufgaben (z. B. Kirchen- oder Städtemarketing) ein. Die Denkansätze und die Instrumente des Marketings können auch im Non-Profit-Bereich nachhaltig zu einer deutlich besseren Zielerreichung führen, als dies ohne Marketing der Fall wäre. In seinen Publikationen ist Bodo Abel nicht nur von einem ins Soziale und Gesellschaftliche erweiterten Marketingbegriff ausgegangen, sondern hat auch die soziale und gesellschaftliche Verpflichtung häufig zum Thema gemacht, indem er Marketing in seiner Beziehung zur Ethik behandelt hat. Es ging um die Harmonisierung von Markt- und Ethikerfolgen, die Vergrößerung der Ethikerfolge des Marktes und der Markterfolge der Ethik. In seinen Aufsätzen zum Thema Medienmarketing und Ethik ging es vornehmlich darum, inwieweit sich die Marktqualität von Medien und ihre gesellschaftliche (insbesondere aufklärerische) Qualität harmonisieren lassen.
Im Städtemarketing hat Bodo Abel sich damit beschäftigt, wie die internationale Wettbewerbsfähigkeit von Städten durch Branding-Strategien verbessert werden kann. Er ist der Auffassung, dass Branding (wiederum in seiner weiten Interpretation) als Ansatz der strategischen Strukturierung des Stadtmanagements das Wohl der Bürger und den Erfolg der Stadt bei anderen Zielgruppen des Stadtmarketings (Talente, Investoren, Handel, Industrie, Besucher, Medien) maßgeblich erhöhen kann. Als Elemente der Branding-Strategien sieht er folgende Elemente:
- Marken-Vision (Als was soll die Marke von den Zielpersonen wahrgenommen werden?),
- Kernkompetenz der Marke (Als was wird die Marke tatsächlich von den Zielpersonen zentral gesehen?),
- Marken-Mission (die strategischen Ziele und Geschäftsfelder der Marke: Was wird angeboten, in welcher Form?)
- Markensignale (die Gesamtheit der kommunikativen Elemente, die mit der Marke assoziiert werden),
- Markensubstanzen (die rationalen Nutzenkomponenten der Marken) und
- Markenpersönlichkeit (die emotionalen Assoziationen der Marke).

Die Faktoren eines erfolgreichen Städtemarketings zählen die Entwicklung und Kommunikation von Ideen, wofür die Stadt stehen soll (Markenvision), ein klares Verständnis der Stadt (Kernkompetenzen) bei den Zielgruppen, die Lieferung relevanter Nutzen (Markensubstanzen) für diese Zielgruppen, das Hervorrufen von Assoziationen und Emotionen (Markenpersönlichkeit) und die Produktion anregender Bilder (Markensignale), und dies alles in einem kohärenten, schlüssigen, zielgruppenbezogenen Ansatz.

## Auszeichnungen und Mitgliedschaften
- 2005 „Doktor Honoris Causa“ der Staatlichen Universität für Wirtschaft und Finanzen (FINEC) in St. Petersburg, Russland
- 2001 Mitglied der “International Higher Education Academy of Sciences” (IHEAS), Russland

## Publikationen

### Bücher
- Grundlagen der Erklärung in der Betriebswirtschaftslehre. Überlegungen zu einer Kontroverse zwischen  Konstruktivisten und Kritischen Rationalisten. Dissertation. Mannheim 1981.
- mit Hans Raffée (Hrsg.): Wissenschaftstheoretische Grundfragen der Wirtschaftswissenschaften. Verlag Vahlen, München 1979. (auch in japanischer Sprache erschienen: im Zeimu-Keiri-Kyokai-Verlag, Tokio 1982)
- Grundlagen der Erklärung menschlichen Handelns. (= Die Einheit der Gesellschaftswissenschaften. Band 34). Verlag J. C. B. Mohr (Paul Siebeck), Tübingen 1983, ISBN 3-16-944685-1.
- mit Klaus-Peter Wiedmann und Wolfgang Fritz (Hrsg.): Management mit Vision und Verantwortung.  Eine Herausforderung an Wissenschaft und Praxis. Gabler-Verlag, Wiesbaden 2004.

### Aufsätze
- Plädoyer für eine aufklärungs- und gestaltungsorientierte Marketing-Wissenschaft. In: W. F. Fischer-Winkelmann, R. Rock (Hrsg.): Marketing und Gesellschaft. Gabler-Verlag, Wiesbaden 1977, S. 9–41.
- Betriebswirtschaftslehre und praktische Vernunft. In: H. Steinmann (Hrsg.): Betriebswirtschaftslehre als normative Handlungswissenschaft. Gabler-Verlag, Wiesbaden 1978, S. 160–191.
- Denken in theoretischen Modellen als Leitidee der Wirtschaftswissenschaften. In: H. Raffée, B. Abel (Hrsg.): Wissenschaftstheoretische Grundfragen der Wirtschaftswissenschaften. Verlag Vahlen, München 1979, S. 138–160.
- Kritischer Rationalismus und das Wertfreiheitsprinzip. In: H. Raffée, B. Abel (Hrsg.): Wissenschaftstheoretische Grundfragen der Wirtschaftswissenschaften. Verlag Vahlen, München 1979, S. 215–234.
- mit Hans Raffée: Aufgaben und aktuelle Tendenzen der Wissenschaftstheorie in den Wirtschaftswissenschaften. In: H. Raffée, B. Abel (Hrsg.): Wissenschaftstheoretische Grundfragen der Wirtschaftswissenschaften. Verlag Vahlen, München 1979, S. 1–10.
- Machttheoretische Modelle und Individualismus als Ansatzpunkte der unternehmensbezogenen Konfliktforschung. In: G. Dlugos (Hrsg.): Unternehmensbezogene Konfliktforschung. C. E. Poeschel Verlag, Stuttgart 1979, S. 45–69.
- mit Hans Raffée und Peter Wiedmann: Sozio-Marketing. In: M. Irle (Hrsg.): Handbuch der Psychologie, Band 12: Methoden und Anwendungen in der Marktpsychologie. Verlag Hogrefe, Göttingen 1983, S. 675–768.
- Ein eigenständiges kulturwissenschaftliches Fachverständnis in der Betriebswirtschaftslehre: Muß das sein? In: W. F. Fischer-Winkelmann (Hrsg.): Paradigmawechsel in der Betriebswirtschaftslehre? Verlag René F. Wilfer, Spardorf 1983, S. 3–30.
- Funktionen der Wissenschaftstheorie in den Wirtschaftswissenschaften. In: T. R. Hummel (Hrsg.): Das Studium der Wirtschaftswissenschaften. Campus Verlag, Frankfurt/New York 1984, S. 159–179.
- Gesellschaftlich Engagierte. Promotoren des Wandels, Kernzielgruppe des gesellschaftsbezogenen Marketing. In: H. Meffert, H. Wagner (Hrsg.): Wertewandel und Konsumentenverhalten. (= Arbeitspapier. Nr. 20). Wissenschaftliche Gesellschaft für Marketing und Unternehmensführung e. V., Münster 1984, S. 39–66.
- Konstruktivismus. In: E. Dichtl, O. Issing (Hrsg.): Vahlens großes Wirtschaftslexikon. Band 1, Verlag C.H. Beck, Verlag Vahlen, München 1987, S. 1055 f.
- Kulturwissenschaft. In: E. Dichtl, O. Issing (Hrsg.): Vahlens großes Wirtschaftslexikon. Band 1, Verlag C.H. Beck, Verlag Vahlen, München 1987, S. 1116 f.
- Transsubjektivitätsprinzip. In: E. Dichtl, O. Issing (Hrsg.): Vahlens großes Wirtschaftslexikon. Band 1, Verlag C.H. Beck, Verlag Vahlen, München 1987, S. 722 f.
- Betriebswirtschaftslehre als eigenständige Kulturwissenschaft? In: S. Kojima, G. Schanz (Hrsg.): Wirtschaftswissenschaft und Kritischer Rationalismus. Wissenschaftlicher Austausch zwischen Deutschland und Japan. Tokio 1987, S. 52–68. (nur in japanischer Sprache erschienen)
- Marketingethik – Ausgangspunkte, Hemmnisse und Folgerungen. In: Die Betriebswirtschaft. DBW, 48. Jahrgang 1988, S. 803–806.
- Ethik, Markt und Medien. In: G. Silberer, G. Specht, H. Engelhardt (Hrsg.): Marketing-Schnittstellen. C. E. Poeschel Verlag, Stuttgart 1989, S. 69–83.
- Dialog und Ethik – Eine nicht-dialogische Methode zur ethischen Beurteilung des Dialogs. In: U. Hansen (Hrsg.): Marketing im gesellschaftlichen Dialog. Campus Verlag, Frankfurt/New York 1996, S. 93–108.
- Grundlegende Herausforderungen im E-Branding. In: H.-C. Riekhof (Hrsg.): E-branding-Strategien in der Praxis. Gabler Verlag, Wiesbaden 2001, S. 31–55.
- Menedschment SMI meschdu rinkom, politikoj i svobodoj pechati. In: Region. 4/2001, St. Petersburg, Russland 2001, S. 120–125.
- Medienmanagement zwischen Markt, Politik und Pressefreiheit. In: G. Bagiev (Hrsg.): Wirtschaftsbeziehungen und Marketing zwischen Russland und der Europäischen Union unter der Bedingung der Globalisierung. S. 142–151.
- Kosmopolitismus – die nächste “große Idee”? Über Ulrich Becks Buch “Macht und Gegenmacht im globalen Zeitalter”. In: Personalführung. Januar 2003, S. 78 f.
- The basic challenges of globalization in research and higher education of International Business Administration. In: Report of the AFBE-Conference in Shanghai. Mai 2004,
- Ethisch-normative Analysen in den Wirtschaftswissenschaften – möglich und sinnvoll. In: Klaus-Peter Wiedmann, Wolfgang Fritz, Bodo Abel (Hrsg.): Management mit  Vision und Verantwortung. Eine Herausforderung an Wissenschaft und Praxis. Gabler Verlag, Wiesbaden 2004, S. 285–307.
- Grundlegende Herausforderungen der Globalisierung an die Erforschung und Ausbildung des internationalen Managements an Universitäten. In: G. Bagiev (Hrsg.): Europäische Ausbildung. Band 1, St. Petersburg 2006, S. 103–108.
- Corporate Social Responsibility im Journalismus und im Medienmanagement – ein Überblick. CIS-Paper zum Workshop „Corporate Social Responsibility in Medienunternehmen - Chancen und Herausforderungen unternehmensethischer Ansätze“, 20. Juni 2007
- Eine internationale Hochschulkooperation entlang der Partnerschaftsachse Hamburg – St. Petersburg – Shanghai – Warum brauchen wir internationale Studienprogramme? In: ChinaContact. Oktober 2007, S. 24–26.
- Vielfalt und Wettbewerb als Basis der Konkurrenzfähigkeit unserer Universitäten. In: Book on Anniversary of International Higher Education Academy of Science (IHEAS). Moscow 2007, S. 158–170. (in German and Russian Language)
- St. Petersburg – Markenpolitik einer Stadt. In: Georgyi Bagiev, Heribert Meffert (Hrsg.): Beziehungsmarketing. St. Petersburg 2009, S. 437–444.